# Tekniska Högskolans studentkår (Stockholm)
Tekniska Högskolans studentkår, THS, är den studentkår som organiserar studerande vid Kungliga Tekniska högskolan i Stockholm (bland annat på Norra Djurgården samt Kista), Haninge kommun och Södertälje. Kåren grundades år 1902, men dess anor kan spåras tillbaka till 1855.
THS emblem består av sju ringar som representerar de sju ursprungliga studentsektionerna. Idag är THS indelat i 22 sektioner.
Förutom kårhuset Nymble äger kåren sportstugan Osqvik på Värmdö och driver Kårbokhandeln. 2012 startade THS även ett eget studentkonsultbolag, Tekniska Högskolans Studentkonsulter.
Kårhuset har utvidgats år 1952 (av arkitekterna Sven Markelius och Bengt Lindroos, och 1977 (av Lindroos) och byggnadsminnesförklarades 2012.

## Sektioner

### A - Arkitektursektionen
Arkitektursektionen är en sammansättning av grundutbildningsstuderande vid Arkitekturskolan KTH och magisterprogram i design och byggande.
Sektionen grundades den 14 november 1910.

### B - Kongliga Bergssektionen
Bergssektionen grundades år 1819 i Falun. År 1866 flyttades utbildningen till nuvarande KTH där sektionen fortfarande lever kvar. Bergsektionens utbildning har genomgått namnbyte två gånger, först till Materialteknik och sedan till Materialdesign.
Bergssektionen är känt för Konglig Bergs Spectacle Sellskap, mer känt som Bergsspexet, som startades 1943 och därmed är det äldsta återkommande spexet.

### CL - Sektionen för Civilingenjör och Lärare
Sektionen är en sammansättning av studerande vid civilingenjörsprogrammet Civilingenjör & Lärare vid Kungliga Tekniska Högskolan och Stockholms universitet.CL-Sektionen delar sektionslokalen Gråttan med W-Sektionen.

### D - Konglig Datasektionen
Konglig Datasektionen är en sammansättning av studerande vid datateknikprogrammet och magisterprogram i datalogi och scientific computing.
Sektionen grundades den 7 oktober 1983.

### Dr - Doktorandsektionen
Doktorandsektionen har funnits sedan 24 mars 1980.
Medlemmar av doktorandsektionen är de som är inskrivna som forskarstuderande vid Kungliga Tekniska Högskolan.
Doktorandsektionen delar sektionslokalen T-centralen med Flygsektionen (T).

### E - Konglig Elektrosektionen
Konglig Elektrosektionen är en förening av studerande vid elektroteknikprogrammet och magisterprogrammen i electric power engineering samt wireless systems.
Sektionen är den äldsta sektionen inom THS. Sektionen bildades torsdagen den 10 november 1910 vid det första konstituerande mötet i hörsal F. Under de första åren bestod verksamheten mestadels av två saker; fester och framskaffande av praktikplatser. Sektionens lokal ligger på Osquars backe 12 och kallas därför Tolvan. Den delas med MiT.

### F - Fysiksektionen
Fysiksektionen samlar alla studenter som studerar på civilingenjörsprogrammen Teknisk fysik och Teknisk matematik samt masterprogrammen Engineering Physics, Nuclear Energy Engineering, Mathematics, Applied and Computational Mathematics och Computer Simulations in Science and Engineering.

### Fria- Fria Sektionen
En sektion för alla studenter som inte tillhör ett specifikt program.

### I - Sektionen för Industriell Ekonomi
Kongliga sektionen för industriell ekonomi benämns vardagligen I-sektionen och organiserar studenter på civilingenjörsprogrammet Industriell ekonomi och masterprogrammet Industriell ekonomi och organisation.

### IT - Sektionen för Informations- och Nanoteknik
IT-sektionen, tidigare IN-sektionen, bildades i december 2008 genom sammanslagning av sektionerna för Informationsteknik respektive Mikroelektronik. I maj 2009 anslöts Ingenjörssektionen Kista, och sedan dess samlar sektionen alla teknologer i Kista.
Sektionen är värd för Kista Arbetsmarknadsdag

### IsB - Ingenjörssektionen Bygg
Ingenjörssektionen Bygg organiserar studenter för högskoleingenjörsprogrammen i byggteknik. Ingenjörssektionen Bygg uppstod då programmet flyttade från Haninge till Valhallavägen under våren 2016.

### IsF - Ingenjörssektionen Flemingsberg
Ingenjörssektionen Flemingsberg är en sammansättning av studerande vid högskoleingenjörsprogrammen i medicinsk teknik, elektroteknik och datateknik vid KTH Campus Flemingsberg. Ingenjörssektionen Flemingsberg uppstod då  högskoleingenjörsprogrammen i elektroteknik och datateknik flyttade från Haninge till Flemingsberg under våren 2016.

### P - Produktionssektionen
P, tidigare TT (Telge Teknologsektion). Studerande vid de program som tidigare tillhört KTH Södertälje, innan dessa program flyttades till KTH Valhallavägen. Innefattar bland annat Högskoleingenjörer i maskinteknik och Civilingenjörer i industriell  produktion och hållbarhet.

### K - Kongliga Kemisektionen
Kemisektionen är en sammansättning av studerande vid programmet teknisk kemi, bioteknikprogrammet, högskoleingenjörsprogrammet i kemiteknik, samt masterprogrammen i kemi, kemiteknik och bioteknik.
De första kårsektionerna grundades 1910 och ”sektionen för kemisk teknologi” var en av dem. Vid KTH:s hundraårsjubileum 1927 togs ett beslut om att kåren skulle ha en fanborg.
Kemisektionens sektionslokal heter Dragskåpet och ligger på Teknikringen 36B.

### M - Kungliga Maskinsektionen
Maskinsektionen är en av de sju ursprungliga sektionerna vid THS. Medlemmarna studerar på något av civilingenjörsprogrammen Maskinteknik eller Design och produktframtagning. Maskinsektionen är idag den största sektionen sett till antal medlemmar inom THS.
Maskinsektionen har ett flertal gånger delats upp då nya utbildningsinriktningar har startats. Exempel på sektioner inom THS som tidigare varit en del av Maskinsektionen är Sektionen för industriell ekonomi, Flygsektionen och Sektionen för Medieteknik.
Inom Maskinsektionen finns ett flertal föreningar, bland annat spexet Jubelspexet och studentorkestern Osquar Mutter.

### MiT - Sektionen för Medicinsk Teknik
Sektionen för Medicinsk Teknik är för studenter som läser medicinsk teknik på KTH.
Sektionen startades december 2008 och har sitt säte vid KTH:s campus i Flemingsberg och Valhallavägen. Våren 2013 bytte sektionen namn från Sektionen för Medicinsk informatik och Teknik till Sektionen för Medicinsk Teknik, då informatikprogrammet inte längre existerar.
MiT delar sektionslokal med Konglig Elektrosektionen.

### Me - Sektionen för Medieteknik
Sektionen för Medieteknik är en sammansättning av studerande vid Medieteknikprogrammen och masterprogram i människadatorinteraktion. Den delar sektionslokal med Konglig Datasektionen. Förkortningen var länge "Media" men år 2023 ändrades denna förkortning till Me och är nu den officiella förkortningen för programmet. 

### OPEN - Öppen ingång
Sektionen för Öppen Ingång är även känd som OPEN. Teknologerna är endast medlemmar det år de studerar på öppen ingång innan de transfereras till sina nya sektioner. Programmet grundades 2003 och sektionen grundades 2010.

### S - Konglig Samhällsbyggnadssektion
Konglig Samhällsbyggnadssektion härstammar från en av de ursprungliga sju sektionerna, Konglig Sektion för Väg- och Vattenbyggnadskonst(1910) och Lantmäterisektion(1933). Sektionen grundades 2002 genom en sammanslagning av de tidigare sektionerna men har fortfarande starka anor och traditioner bundna till de tidigare sektionerna V och L. Bland sektionsföreningarna finns spexet KVSIF och klubbmästeriet QBM. Den första kullen Samhällsbyggare började på KTH 2003.
Sektionens lokal heter oaSen och ligger på Brinellvägen 1 i L-huset. Sektionen innefattar utöver Samhällsbyggnadsprogrammet (S) även kandidatprogrammen Fastighet och Finans (FoF) och Fastighetsutveckling med Fastighetsförmedling (FumFf).

### T - Kongliga Flygsektionen
Kongliga Flygsektionen samlar alla som studerar på civilingenjörsprogrammet i Farkostteknik. Förr även kandidatprogrammet "Simuleringsteknik och virtuell design". Flygsektionen förkortas ofta Flyg och dess medlemmar benämns som flygare.
Flygsektionens symbol, det bevingade skrovet grundar sig i sammanslagningen mellan de tidigare skepps- och flygsektionerna.

### W - Sektionen för Energi och Miljö
Sektionen för Energi och Miljö består av studenter som läser Civilingenjörsprogrammet i Energi och miljö samt tillhörande masterprogram. Civilingenjörsprogrammet startades hösten 2010 och sektionen startades April 2011. W-Sektionen delar sektionslokalen Gråttan med CL-Sektionen.

## Kulturverksamhet

### Kulturföreningar

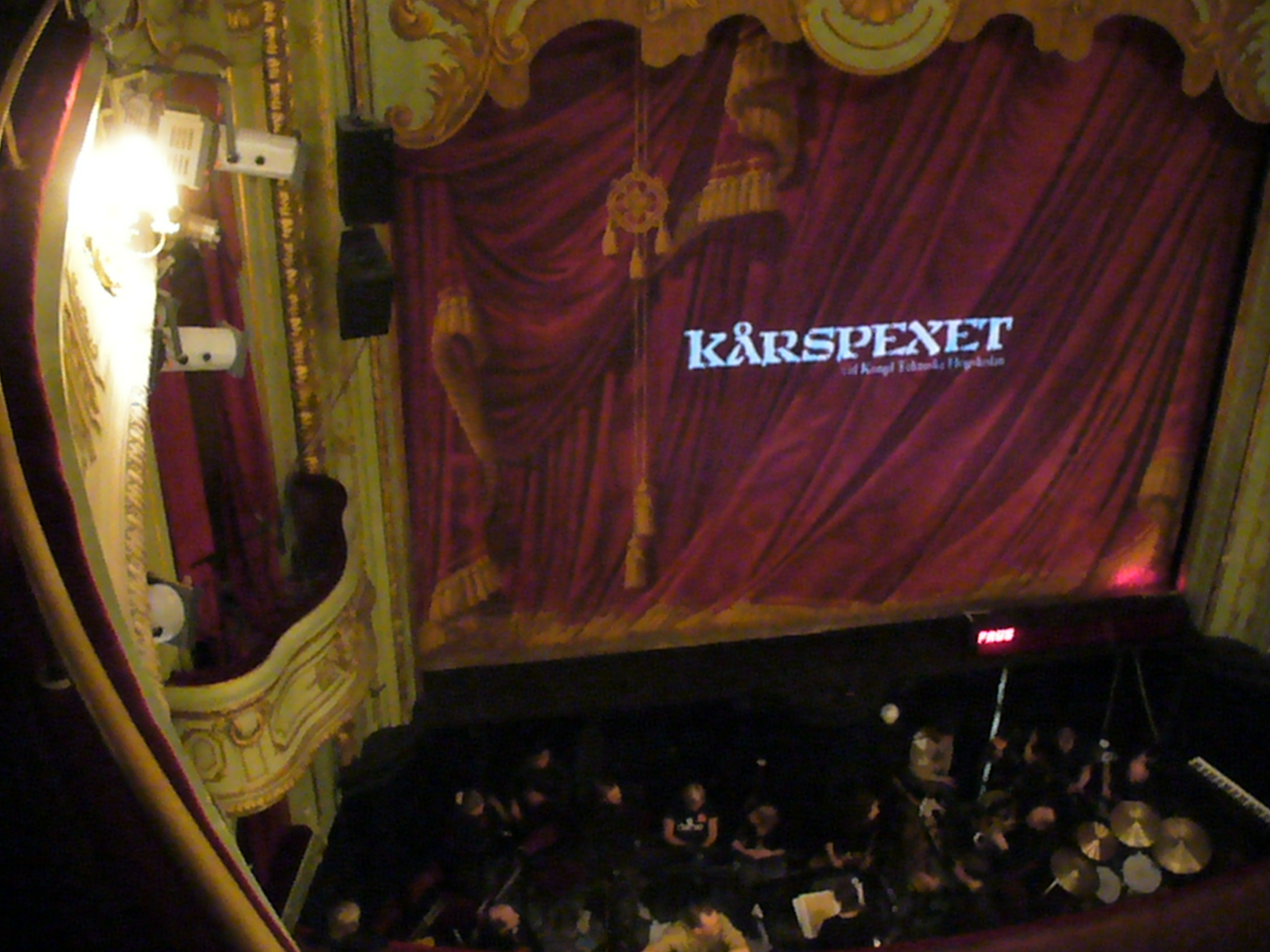
Kårspexets jubileumsföreställning 2007 på Södra teatern.

Sedan gammalt finns det tre kårföreningar som har en särställning inom kåren. Dessa listas nedan och benämns tillsammans THS kulturverksamhet.
- Kongl. Teknologkören är en blandad kör bildad 1930 med 40-45 aktiva medlemmar.
- Kårspexet är ett av Sveriges äldsta teknologspex med anor från 1867.
- Promenadorquestern, PQ, är kårens officiella studentorkester och bildades 1956.

### Evenemang
- Quarnevalen är norra Europas största studentarrangemang[12].
- Sångartäfvlan är en sång- och musiktävling mellan studentsektionerna.[13] Tävlingen startade 1945[14][15] och anordnas på Oskars namnsdag (1 december) varje år.[15] Tävlingen består av två grenar: a cappella och sång med ackompanjemang. Vandringspriset är en hawaiiansk ukulele som skänktes till studentkåren 15 maj 1945 av professor Folke Odqvist.[15] Juryn består av minst fem medlemmar: KTH:s rektor, kårens inspektor, Kårspexets direktör, Teknologkörens ordförande och Promenadorquesterns direktör. Ofta bjuds även en känd person in för att delta i juryn.[15][16][13]

## Andra organ och föreningar

### THS Armada
THS Armada är kårens gemensamma arbetsmarknadsdagar. Under två dagar arrangeras, i november varje år, en arbetsmarknadsmässa där fler än 170 företag bjuds in att presentera sig för KTH:s studenter. Strax innan mässdagarna äger även en rad evenemang rum i syfte att öka möjligheterna för studenterna och företagen att mötas i mer varierade former. THS Armada har arrangerats sedan 1981.

### Speqtrum
Speqtrum (förut Gaytek) organiserar HBTQ-personer (främst studenter) på KTH. Gaytek har bland annat ordnat KTH:s närvaro på Stockholm Pride och har en traditionsenlig picknick under mottagningen. 

### NKM
Nymble Klubbmästeri är programgruppens festfixare och ansvarar för tentapubarna, nattklubbarna och veckopubarna på Nymble samt ett antal övriga arrangemang.

### Platoon DJ:s
Platoon DJ:s är studentkårens DJ-förening, grundad 1988. Den består av teknologer och tidigare studenter som delar ett starkt intresse för musik. Platoon DJ:s spelar regelbundet på KTH, men även ute på stan, på bröllop, företagsfester och andra arrangemang.

### RN Eventteknik
RN Eventteknik är nämnden inom THS som är ansvarig för ljud- och ljustekniken som finns i kårhuset Nymble. RN jobbar även på event utanför kåren men huvudsakligen på campus men även på andra platser. RN Eventteknik kommer ursprungligen från Radionämnden som grundades 1930 när kåren skulle införskaffa en radioapparat.

### Tekniska Högskolans Radioklubb
Tekniska Högskolans Radioklubb (THR) är en radioklubb som finns vid KTH. THR grundades 1955 av några studenter som också var radioamatörer. Under de första åren höll THR till i Kårhuset. Men sedan 1965 håller THR hus i de översta våningarna i klocktornet (Lindstedsväg 25). THR arbetar på amatörfrekvenserna med anropssignalen SK0BU.